# Leven en dood op het land
Leven en dood op het land (Mort d'un paysan) est un film de fiction belge d'Émile Degelin, adapté de deux nouvelles de Karel van de Woestijne (De boer die sterft) et de Stijn Streuvels (In’t water), sorti en 1963.

## Synopsis
Nand, un paysan des Flandres, est sur son lit de mort. En proie à l’angoisse de mourir, il se plaint de ne jamais avoir connu le bonheur. Mais voilà que dans une sorte d’hallucination, il revoit le déroulement de sa vie.
Bien sûr, l’horizon de sa vie se bornait au travail et aux repas. Mais le dimanche, revêtu de ses beaux habits, il pouvait contempler sa terre et le blé qui levait.
Nand revoit aussi l'époque de sa jeunesse, quand il a connu Wanne, sa femme encore fraîche et jolie.

## Distribution
- Alice De Groeve : la mère
- Maurits De Roeck : Jan Boele
- Simone De Wit : Smaak
- Elisabeth Dulac : Ogen
- Dolf Tilleman : Nand
- Veerle Van Laere : Wanne, jeune
- Mathilde Van Mol : Wanne
- Denise Wouters : Tale Siepers

## Récompenses
- 1963 : Prix spécial du Bond van Grote en Jonge gezinnen pour un film mettant la famille en valeur.

## Lieux de tournage
Le film a été tourné dans la région de Doel en 1962 et l'a été en 16 et 35 mm.